# (259) Aletheia
(259) Aletheia – planetoida z pasa głównego asteroid okrążająca Słońce w ciągu 5 lat i 207 dni w średniej odległości 3,14 j.a. Została odkryta 28 czerwca 1886 roku w Clinton położonym w hrabstwie Oneida w stanie Nowy Jork przez Christiana Petersa. Nazwa planetoidy pochodzi od Aletheii, greckiej personifikacji prawdy.